# Zucca mantovana

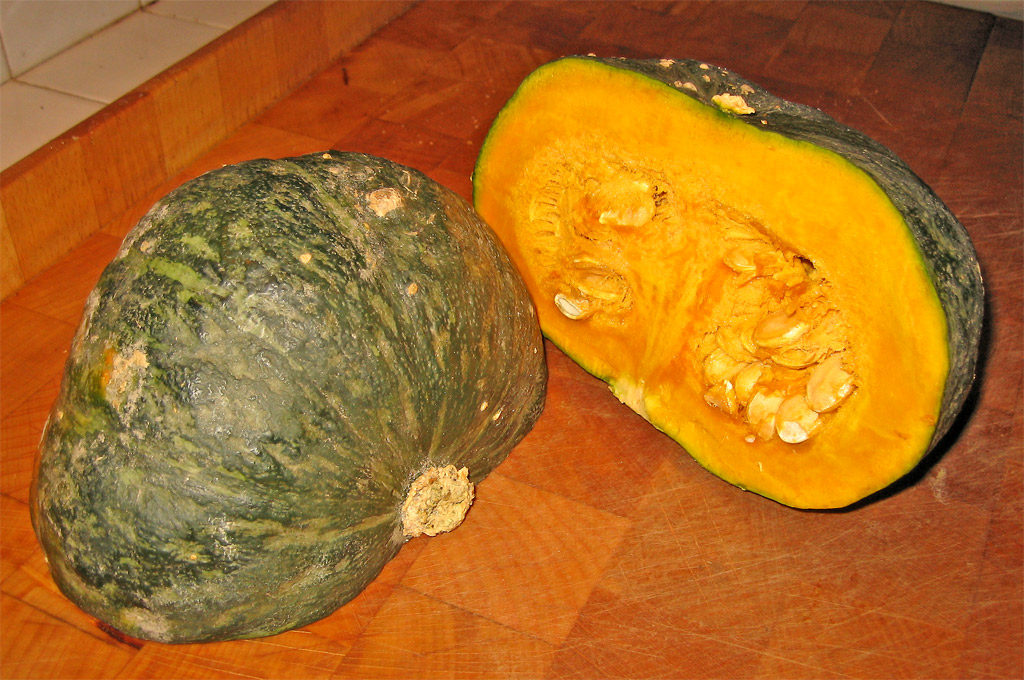
Zucca mantovana

La zucca mantovana è un ortaggio simbolo della zona della campagna mantovana, ingrediente di base per la preparazione dei tortelli di zucca e degli gnocchi di zucca, piatti popolari della cucina mantovana. È caratterizzata dalla polpa dura e dal sapore dolciastro. Le varietà più diffuse sono la "Cappello del prete" e la "Delica".